# Sebastian Rejman

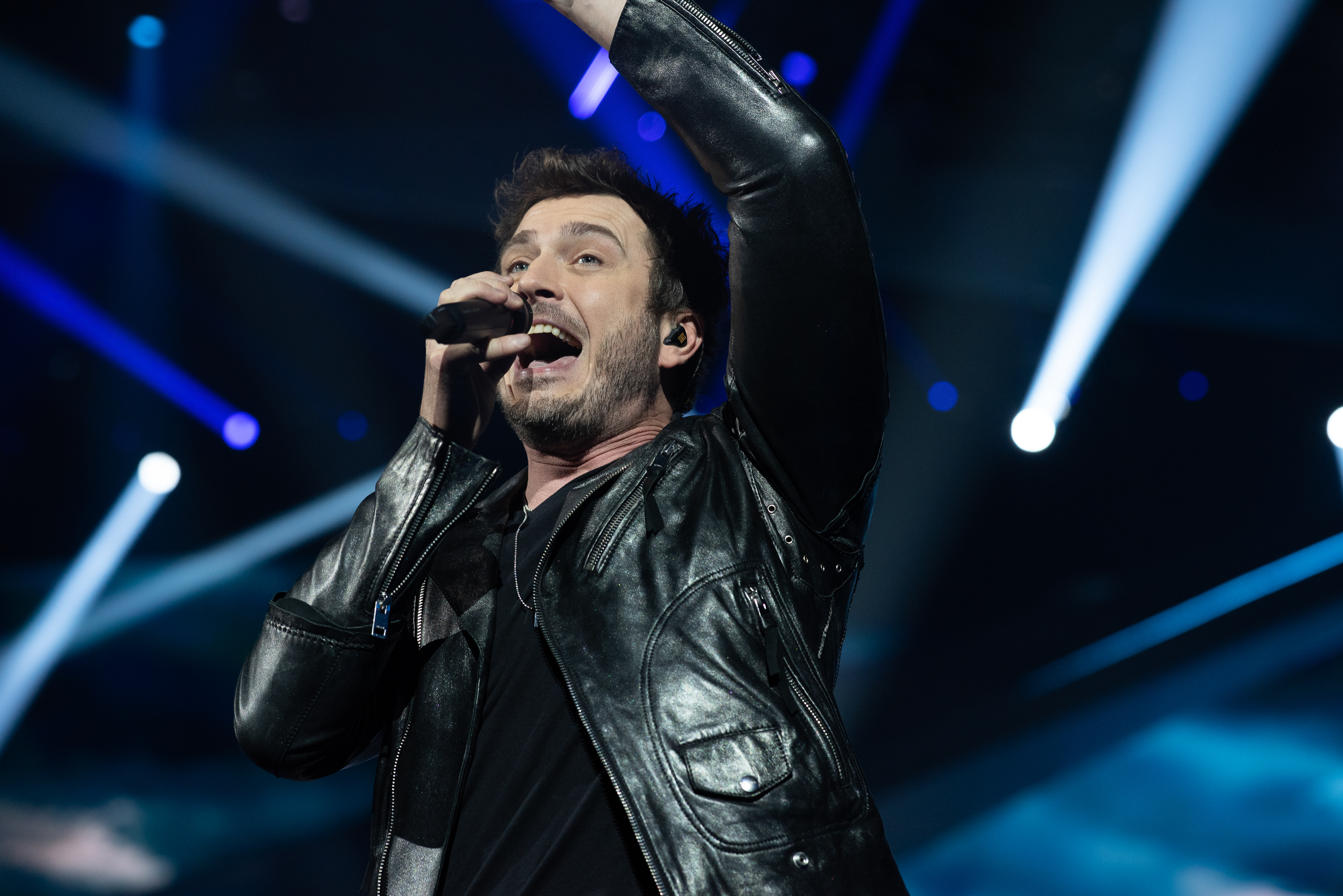
Sebastian Rejman (2019)

Sebastian Rejman (* 13. Januar 1978 in Helsinki, Finnland) ist ein finnischer Sänger, Schauspieler und Moderator. Er ist Gitarrist und Sänger der Band The Giant Leap.

## Leben und Karriere
Geboren am 13. Januar 1978 in Kallio, begann Rejman im Alter von 14 Jahren Gitarre zu spielen und zu singen. Seine persönlichen Vorbilder waren dabei Elvis Presley und Bruce Springsteen.
2012 begann er seine Karriere im Fernsehen als Moderator. So moderierte er damals zusammen mit Lorenz Backman die finnische Ausgabe der Talentshow Got Talent. Danach war er außerdem Backstage-Reporter bei The Voice of Finland. 2014 moderierte er zusammen mit Kristiina Komulainen die Sendung We Want More.
Seit 2018 ist er auch als Schauspieler tätig. So spielt er seither den Charakter Doktor Jesse in der finnischen Serie Nurses.
Am 29. Januar 2019 wurde bekannt gegeben, dass er zusammen mit dem DJ Darude Finnland beim Eurovision Song Contest 2019 in Tel Aviv vertreten wird. Das Lied Look Away der beiden wurde über die Vorentscheidung Uuden Musiikin Kilpailu 2019 bestimmt. Das Duo verpasste jedoch den Einzug ins Finale des Wettbewerbs.
Mit der Schauspielerin Iina Kuustonen hat er zwei gemeinsame Kinder, einen Sohn (* 2016) und eine Tochter (* 2019).

## Filmografie (Auswahl)
- 2018: Arctic Circle – Der unsichtbare Tod (Ivalo, Fernsehserie, eine Folge)
- seit 2018: Nurses (Syke, Fernsehserie)
- 2021: Wingman (Luottomies, Fernsehserie, eine Folge)